# Scopula catenes
Scopula catenes là một loài bướm đêm trong họ Geometridae.